# Метафосфорная кислота
Метафосфорная кислота — одноосновная кислота, простейшая формула которой HPO3; действительный же состав её молекул выражается формулой (HPO3)n, где n = 3,4,5 и т. д. В чистом виде представляет собой стекловидную массу, легко растворимую в воде.
В раствор она переходит в виде полимера, который имеет кольцевую структуру. Через некоторое время кольца расщепляются и образуются полифосфорные кислоты с цепным строением молекул. Она очень ядовита. Однако соли метафосфорной кислоты (метафосфаты) применяют для смягчения воды, снижения ее коррозионной активности, для удаления накипи с паровых котлов, кроме того, метафосфаты входят в состав некоторых моющих средств.

## Получение
- Взаимодействие оксида фосфора(V) c водой на холоде[2]:

{\displaystyle {\mathsf {P_{2}O_{5}+H_{2}O\ \xrightarrow {} \ 2HPO_{3}}}}

## Разложение
Разложение метафосфорной кислоты при нагревании. Равновесие реакции практически полностью смещено в обратную сторону, что широко используется в органической химии (P2O5 применяется как дегидратирующий агент).
{\displaystyle {\mathsf {2HPO_{3}\xrightarrow {t} \ P_{2}O_{5}+H_{2}O}}}

## Качественная реакция
Качественной реакцией на метафосфорную кислоту может служить взаимодействие с нитратом серебра. Раствор кислоты помещают в пробирку, далее осторожно по стенке пробирки приливают водный раствор аммиака, а затем нитрат серебра. Аммиак необходим для нейтрализации образующейся азотной кислоты, потому что соль серебра может существовать только в слабощелочной или нейтральной среде.
{\displaystyle {\mathsf {(HPO_{3})_{3}+3AgNO_{3}=(AgPO_{3})_{3}\downarrow +3HNO_{3}}}}
Осадок имеет белый цвет.

## Физико-химические свойства
Метафосфорная кислота представляет собой белое стеклообразное вещество, хорошо растворимое в воде и, присоединяя её, постепенно переходит в ортофосфорную кислоту:
{\displaystyle {\mathsf {HPO_{3}+H_{2}O\ {\xrightarrow {t}}\ H_{3}PO_{4}}}}